# Mason County (Texas)
Das Mason County ist ein County im Bundesstaat Texas der Vereinigten Staaten. Das U.S. Census Bureau hat bei der Volkszählung 2020 eine Einwohnerzahl von 3.953 ermittelt. Der Sitz der County-Verwaltung (County Seat) befindet sich in Mason.

## Geographie
Das County liegt nahe dem geographischen Zentrum von Texas und hat eine Fläche von 2414 Quadratkilometern, ohne nennenswerte Wasserfläche. Das County grenzt im Uhrzeigersinn an folgende Countys: McCulloch County, San Saba County, Llano County, Gillespie County, Kimble County und Menard County.

## Geschichte
Das County war bis zur Mitte des 19. Jahrhunderts ein Sommerjagdgebiet der amerikanischen Ureinwohner, bis zum Ende des 18. Jahrhunderts hauptsächlich der Apachen, danach verdrängt von Comanche. In den 40er Jahren des 19. Jahrhunderts siedelten sich deutschsprachige und -stämmige Siedler im Gebiet des späteren County an, später auch sich selbst bereits als „US-Americans“ bezeichnende Siedler, zum Schutz der Siedler vor den daraus resultierenden Konflikten, wurde 1851 am Ort des heutigen Countyseats das Fort Mason der US Army gegründet. Trotzdem kam es noch bis in die 1870er Jahre immer wieder zu Indianerüberfällen.
Als das Mason County 1858 aus Teilen des Gillespie County gebildet wurde, wurde das Fort Namensgeberin des Countys. In den ersten Jahren wurde die Geschichte des Countys durch die Indianergefahr und den Gegensatz der „Deutschen“ und der „Amerikanischen“. So sprach sich zu 1860 die Mehrheit und nahezu alle „Deutschen“ gegen die Sezession Texas aus der Union aus, während die „Amerikaner“ diese mehrheitlich unterstützten.
Die Konflikte zwischen beiden Bevölkerungsgruppen steigerten sich in den 1860er Jahren immer weiter, als sich die Wirtschaft des Countys sehr stark auf die Rinderzucht spezialisierte und die lokalen Ordnungsbehörden und die Texas Rangers dem um sich greifenden Viehdiebstahl nicht mehr Herr werden konnten. Dies führte zu sich gegenseitig aufschaukelnden Fällen der Gewalt und Lynchjustiz, die unter dem Namen Mason County War bzw. Hoodoo War bekannt wurden, bis 1874 der Friedensrichter des Countys den Staat Texas um die Entsendung von Truppen bat. Trotzdem eskalierte der Konflikt im Jahr 1875 weiter und flammte bis ins Jahr 1877 immer wieder auf.
Vier Bauwerke und Bezirke im County sind im National Register of Historic Places („Nationales Verzeichnis historischer Orte“; NRHP) eingetragen (Stand 27. November 2021), darunter der Mason Historic District, das Reynolds-Seaquist House und die State Highway 9 Bridge at the Llano River.

## Demografische Daten

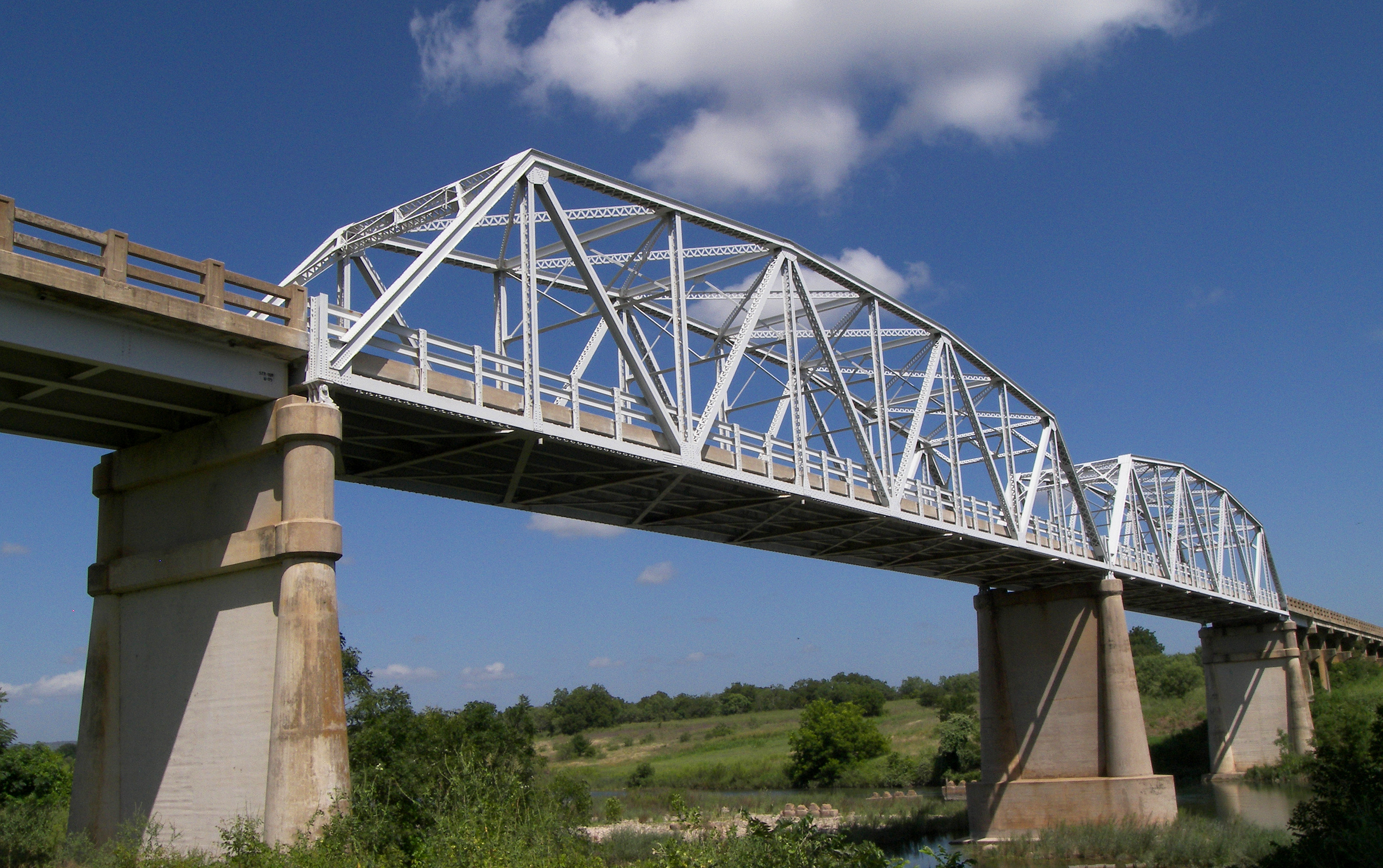
State Highway 9 Bridge über den Llano River, gelistet im NRHP mit der Nr. 96001128

Alterspyramide des Mason Countys (Stand: 2000)

Nach der Volkszählung im Jahr 2000 lebten im Mason County 3.738 Menschen in 1.607 Haushalten und 1.110 Familien. Die Bevölkerungsdichte betrug 2 Einwohner pro Quadratkilometer. Ethnisch betrachtet setzte sich die Bevölkerung zusammen aus 91,6 Prozent Weißen, 0,13 Prozent Afroamerikanern, 0,62 Prozent amerikanischen Ureinwohnern, 0,05 Prozent Asiaten, 0,03 Prozent Bewohnern aus dem pazifischen Inselraum und 5,75 Prozent aus anderen ethnischen Gruppen; 1,82 Prozent stammten von zwei oder mehr Ethnien ab. 20,95 Prozent der Einwohner waren spanischer oder lateinamerikanischer Abstammung.
Von den 1.607 Haushalten hatten 25,9 Prozent Kinder oder Jugendliche, die mit ihnen zusammen lebten. 59,1 Prozent waren verheiratete, zusammenlebende Paare 7,7 Prozent waren allein erziehende Mütter und 30,9 Prozent waren keine Familien. 29,2 Prozent waren Singlehaushalte und in 17,9 Prozent lebten Menschen im Alter von 65 Jahren oder darüber. Die durchschnittliche Haushaltsgröße betrug 2,31 und die durchschnittliche Familiengröße betrug 2,83 Personen.
22,4 Prozent der Bevölkerung war unter 18 Jahre alt, 4,7 Prozent zwischen 18 und 24, 20,7 Prozent zwischen 25 und 44, 28,8 Prozent zwischen 45 und 64 und 23,5 Prozent waren 65 Jahre alt oder älter. Das Medianalter betrug 47 Jahre. Auf 100 weibliche Personen kamen 92,4 männliche Personen und auf 100 Frauen im Alter von 18 Jahren oder darüber kamen 87,6 Männer.
Das jährliche Durchschnittseinkommen eines Haushalts betrug 30.921 USD, das Durchschnittseinkommen einer Familie betrug 39.360 USD. Männer hatten ein Durchschnittseinkommen von 28.125 USD, Frauen 20.000 USD. Das Prokopfeinkommen betrug 20.931 USD. 10,1 Prozent der Familien und 13,2 Prozent der Einwohner lebten unterhalb der Armutsgrenze.

## Städte und Gemeinden
| - Art - Fredonia | - Mason - Pontotoc | - Streeter |